# James Friskin
James Friskin (3 de marzo de 1886, Glasgow, Escocia-16 de marzo de 1967, Nueva York, Estados Unidos) fue un pianista, compositor y profesor de música escocés, que se mudó a los Estados Unidos en 1914. Estuvo casado con la compositora y violista Rebecca Clarke.

## Biografía
James Friskin nació el 3 de marzo de 1886 en Glasgow (Escocia). Allí estudió con el organista local Alfred Heap y desde 1900, a la temprana edad de 14 años, en el Royal College of Music con Edward Dannreuther para piano y (desde 1905) Charles Villiers Stanford para composición. Completó su Quinteto para piano en 1907 a los 21 años; publicado por Stainer & Bell, Thomas Dunhill lo evaluó como «uno de los op. 1 más brillantes que existen». Después de completar sus estudios, de 1909 a 1914 Friskin enseñó en el Royal Normal College for the Blind. En 1914 emigró a Estados Unidos, donde, por invitación de Frank Damrosch, se convirtió en profesor fundador del Instituto de Artes Musicales, precursor de la Escuela Juilliard. Enseñó allí hasta su muerte.
Mientras aún estaba en el Royal College, conoció a la compositora y violista Rebecca Clarke. Friskin y Clarke, junto con George Butterworth, formaron un pequeño coro para explorar las obras de Palestrina y le pidieron a Ralph Vaughan Williams que los dirigiera, cuya Elegy para viola y piano de 1912 podría haber sido escrita pensando en Clarke. Más de 30 años después, Friskin y Clarke se casaron en la ciudad de Nueva York (el 23 de septiembre de 1944), ambos de 58 años, después de un reencuentro casual.
En 1925, Friskin fue el primer pianista en interpretar las Variaciones Goldberg de Johann Sebastian Bach en Estados Unidos; y en 1934 interpretó los dos libros del Clave bien temperado de Bach en dos recitales en Nueva York. Finalmente, grabó las Variaciones Goldberg en 1956, un año después de la célebre grabación de Glenn Gould. El obituarista de Friskin en The New York Times escribió: «Se hizo conocido como un especialista en Bach mucho antes de que otros comenzaran a especializarse en compositores barrocos... No exagera ni distorsiona la música y toca Bach de una manera que va al corazón de la música. Friskin no era pedante en su acercamiento a Bach. Tampoco era demasiado romántico, una acusación que se ha dirigido a algunos de sus contemporáneos más famosos».

## Obra
La temprana promesa de Friskin como compositor estuvo limitada por sus actividades como profesor e intérprete y parece que dejó de componer poco después de mudarse a Estados Unidos. El primer quinteto para piano fue seguido por Phantasie, una serie de obras de cámara escritas para los concursos de música de cámara de Walter Willson Cobbett, incluido un trío para piano, un cuarteto de cuerdas y otro quinteto para piano. La Sonata para piano, quizás su última obra importante, data de 1915. Friskin regresó a Londres para interpretarla en el Wigmore Hall en noviembre de 1920. También hubo un puñado de obras orquestales, incluido un Concierto para piano que permaneció manuscrito y que aparentemente se perdió.

### Composiciones
Entre sus composiciones se incluyen:
- Ballade en do mayor para piano
- Sonata para violonchelo en fa mayor
- Obertura de concierto
- Elegy para viola (o clarinete) y piano (1912)[12]
- Impromptu para violonchelo y piano
- Nocturne en mi♭ para piano
- Phantasy para cuarteto de cuerda, ganador del Cobbett Prize en 1906[12]
- Phantasy para trío de piano en mi menor[10]
- Phantasy Quintet (para piano, dos violines, viola y violonchelo) (1910 o 1912)[12]
- Concierto para piano
- Cuarteto para piano en sol menor
- Quinteto para piano en do menor, op. 1 (1907)[12]
- Romance para violonchelo y piano
- Romance para violín y piano
- Scherzo para violonchelo y piano
- Sonata para piano en la menor
- Suite en re menor
- Tres piezas para piano
- Tres motetes sacros para coro de cinco voces sin acompañamiento
- Sonata para violín en sol mayor

### Publicaciones
- Friskin, James (7 de agosto de 2014) [1921]. The Principles of Pianoforte Practice. Literary Licensing, LLC. ISBN 978-1498169189.
- Friskin, James; Freundlich, Irwin (17 de febrero de 2011) [1954]. Music for the Piano: A Handbook of Concert and Teaching Material from 1580 to 1952 (en inglés) (Revised edición). Dover Publications. ISBN 978-0486229188. (requiere suscripción).